# Zdobycie Konstantynopola (1261)
Zdobycie Konstantynopola – wydarzenie, które zapoczątkowało restaurację Cesarstwa Bizantyńskiego. Zajęcie Konstantynopola 25 lipca 1261 przez wojska Cesarstwa Nicejskiego było równocześnie końcem istnienia Cesarstwa Łacińskiego.

## Tło
IV wyprawa krzyżowa w 1204 przyniosła zdobycie Konstantynopola, który stał się stolicą Cesarstwa Łacińskiego zgłaszającego pretensje do wszystkich ziem będących pod kontrolą cesarstwa bizantyńskiego. Faktyczną władzę sprawowało jednak tylko nad częścią tego obszaru. Greccy uciekinierzy z Konstantynopola utworzyli trzy państwa: Cesarstwo Nicejskie, despotat Epiru, cesarstwo Trapezuntu. Pierwsze dwa z nich usiłowały dokonać restauracji cesarstwa bizantyjskiego. Cesarstwo Łacińskie osiągnęło swoje największe znaczenie za panowania Henryka Flandryjskiego (1205–1216). Jego następcy tracili kolejne posiadłości. Od 1225 pod władzą łacinników pozostał tylko Konstantynopol i jego najbliższe okolice. Rosło natomiast w siłę Cesarstwo Nicejskie za panowania Jana III Dukasa Watatzesa (1224–1254). W 1258 tron nicejski objął Michał VIII Paleolog. W 1259 wojska despotatu Epiru, Księstwa Achai i króla Sycylii Manfreda zaatakowały europejską część Cesarstwa Nicejskiego, ponosząc klęskę w bitwie pod Pelagonią.
Po zwycięstwie siły nicejskie nie zaatakowały Konstantynopola. W sierpniu 1260 zawarto roczny rozejm między Cesarstwem Łacińskim a Nicejskim. Latem 1261 Konstantynopol pozostał bez załogi wojskowej, gdyż garnizon stolicy udał się w lipcu na wyprawę na wyspę Dafnusion.
W tym samym czasie wódz nicejski Aleksy Strategopulos wyruszył do Tracji, by strzec granicy z Bułgarią. Prawdopodobnie 24 lipca 1261 przechodził w pobliżu Konstantynopola. Od miejscowych chłopów zwanych „ochotnikami” dowiedział się, że w Konstantynopolu nie ma załogi wojskowej. „Ochotnicy” w nocy z 24 na 25 lipca wprowadzili podziemnym przejściem niewielki oddział nicejski do miasta. Żołnierze unieszkodliwili straże na murach. Rano 25 lipca 1261 Grecy bez przeszkód zajęli stanowiska w zachodniej części Konstantynopola w okolicy Bramy Pigae. Wówczas towarzyszący „ochotnikom” duchowny zaczął wznosić okrzyki na cześć cesarza Michała VIII Paleologa i jego współwładcy Jana Laskarysa. W tej sytuacji Strategopulos rozkazał swoim żołnierzom wkroczyć do miasta przez Bramę Pigae. W mieście doszło do potyczki z oddziałem łacinników, którzy zostali pokonani. Towarzyszący Grekom Połowcy rozpoczęli rabunek, ale udało się ich powstrzymać. Jan Phylax służący dotąd cesarzowi łacińskiemu Baldwinowi II przeszedł na stronę Strategopulosa i doradził mu zajęcie strategicznych punktów w mieście, gdyż ekspedycja łacińska miała wkrótce powrócić z Dafnusion.

## Zajęcie stolicy
Cesarz łaciński Baldwin II nie spodziewał się ataku w czasie obowiązywania rozejmu. Gdy dowiedział się, że miasto zajmują Grecy, nakazał podpalić Wielki Pałac i uciekł na przystań w okolicy Bukoleonu. Do miasta zbliżała się ekspedycja wracająca z Dafnusion, ale nie mogła wylądować z powodu pożaru. W tej sytuacji ranny w rękę cesarz Baldwin II wraz z łacinnikami rzucił się do portów by uciec statkami weneckimi z miasta. Z Konstantynopola uciekło wówczas ponoć 3000 osób. Cesarstwo Łacińskie przestało istnieć.
Wiadomość o zajęciu Konstantynopola dotarła do obozu cesarza Michała VIII Paleologa wczesnym rankiem, gdy władca jeszcze spał. Siostra cesarza Eulogia weszła do jego namiotu, obudziła go i przekazała wiadomość. Michał VIII Paleolog nie chciał początkowo uwierzyć w odzyskanie Konstantynopola. W końcu wyruszył do stolicy. Po drodze w Achyraus otrzymał insygnia cesarskie porzucone przez Baldwina II. 15 sierpnia 1261 uroczyście wkroczył do Konstantynopola, a we wrześniu został koronowany w kościele Hagia Sofia na cesarza bizantyjskiego.